# Alexandermühle
Alexandermühle (fränkisch: Aleksanda-mill) ist ein Gemeindeteil der Gemeinde Weihenzell im Landkreis Ansbach (Mittelfranken, Bayern). Alexandermühle liegt in der Gemarkung Wernsbach.

## Geografie
Die Einöde liegt am Wernsbach, der mit dem Zellbach (links) zur Rippach zusammenfließt und am Hohlgraben, der dort als rechter Zufluss in die Wernsbach mündet. Im Nordosten grenzt das Waldgebiet Berlach an. Ein Anliegerweg führt zu einer Gemeindeverbindungsstraße (0,2 km östlich), die nach Wüstendorf (1 km nordwestlich) bzw. nach Wernsbach zur Kreisstraße AN 10 verläuft (0,7 km südöstlich).

## Geschichte
Im Jahre 1468 wurde eine „Hanmansmühle“ urkundlich erwähnt, benannt nach dem Familiennamen des damaligen Müllers. Im Jahre 1790 wurde an ihrer Stelle vom Ansbachischen Markgrafen Karl Alexander eine neue Mühle errichtet, die nach ihm benannt wurde und eine Tuchwalkerei betrieb. Neben der Bezeichnung „Alexandermühle“ blieb noch bis gegen Ende des 19. Jahrhunderts der alte Name in Gebrauch.
Gegen Ende des 18. Jahrhunderts gehörte die Alexandermühle zur Realgemeinde Wernsbach. Sie hatte das brandenburg-ansbachische Stiftsamt Ansbach als Grundherrn. Unter der preußischen Verwaltung (1792–1806) des Fürstentums Ansbach erhielt die Alexandermühle bei der Vergabe der Hausnummern die Nr. 31 des Ortes Wernsbach. Von 1797 bis 1808 unterstand der Ort dem Justiz- und Kammeramt Ansbach.
Im Rahmen des Gemeindeedikts wurde Alexandermühle dem 1808 gebildeten Steuerdistrikt Wernsbach und der 1811 gegründeten Ruralgemeinde Wernsbach zugeordnet. Am 1. Januar 1974 wurde diese im Zuge der Gebietsreform in Bayern in die Gemeinde Weihenzell eingegliedert.
Seit 1983 befindet sich die Ausstattung der denkmalgeschützten Mühle im Freilandmuseum Bad Windsheim.

### Baudenkmal
- ehemalige Walkmühle: zweigeschossiger Massivbau mit modernem An- und Umbau sowie Markgrafenwappen[13]

### Einwohnerentwicklung
| Jahr      | 001818 | 001840 | 001861 | 001871 | 001885 | 001900 | 001925 | 001950 | 001961 | 001970 | 001987 | 001999 | 002011 | 002017 |
| Einwohner | 5      | 13     | *      | 7      | 4      | 4      | 11     | 13     | 6      | 6      | 5      | 6      | 4      | 7      |
| Häuser    | 1      | 1      |        |        | 1      | 1      | 1      | 1      | 1      |        | 1      |        |        |        |
| Quelle    | [ 15 ] | [ 16 ] | [ 17 ] | [ 18 ] | [ 19 ] | [ 20 ] | [ 21 ] | [ 22 ] | [ 23 ] | [ 24 ] | [ 25 ] | [ 26 ] |        | [ 1 ]  |

## Religion
Der Ort ist seit der Reformation evangelisch-lutherisch geprägt und bis heute nach St. Johannes gepfarrt. Die Einwohner römisch-katholischer Konfession waren zunächst nach St. Ludwig gepfarrt, seit 1970 ist die Pfarrei Christ König zuständig.